# フロイド・ローズ

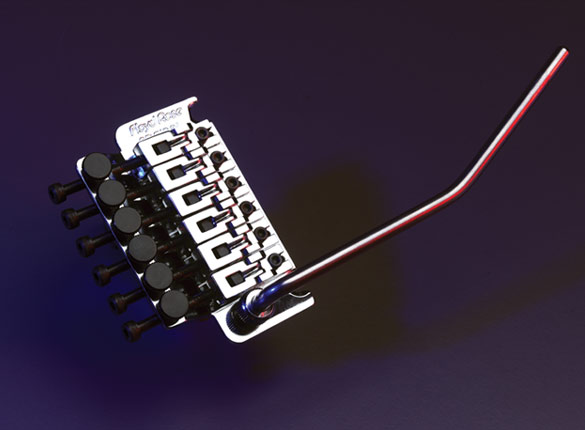
"Floyd Rose Original"モデル

フロイド・ローズ（英語名:Floyd Rose）は、ギタリストでエンジニアのフロイド・D・ローズが考案したビブラート・システム。1977年に開発され、1980年代の初頭からエドワード・ヴァン・ヘイレン、ニール・ショーン、ブラッド・ギルス、ジョー・サトリアーニ、スティーヴ・ヴァイらの使用によって爆発的な人気となった。大きな音程の可変幅とチューニングの安定性で知られる。ギター界の最も革新的な技術のひとつと見なされる事も多く、今日でもエレクトリック・ギターのブリッジとして散見されるユニットである。

## 歴史
ローズはジミ・ヘンドリックスやディープ・パープルにインスパイアされたロックを演奏するギタリストであったが、昼間の仕事は宝飾品の職人であり、鉄工用の道具と知識を持っていた。同時代のギタリストの常としてフェンダー・ストラトキャスターのシンクロナイズド・トレモロの不安定さに悩んでいた彼は1976年より独自のトレモロユニット（フロイド・ローズ）の製作に取り組んでおり、初期のユニットは自身がガレージで製作していた手作りのものであった。
彼の発明はすぐさま影響力のあるギタリストの注目を浴び、初期型ユニットのシリアル番号「1」はエドワード・ヴァン・ヘイレン、「2」はニール・ショーン 、「3」はブラッド・ギルスに渡っている。スティーヴ・ヴァイもこれを入手した。
ローズ氏は1979年には特許を取得した。その後、前述のミュージシャンの影響による人気と需要の高まりに応じ、アメリカ市場向けは1982年にKramer Guitarsに販売が委託された（実際の生産はドイツのSchaller社）。また、日本市場向けは1983年、既に前年から独自に類似品を「FRT-1」という品番で製造・販売していたフェルナンデスに生産が委託され、「FRT-3」という品番で販売された。
その後、ナット部の規格が制定され、弦をロックしたままでもチューニングの微調整ができるファイン・チューナーを搭載したモデルが登場する。初期「FRT-4」はツマミの位置がサドルに近く、演奏中に手がツマミに触れてしまう難点があったが、後にツマミの位置をサドルから離したモデルが登場し、これが弦をロックする種類のトレモロ・ユニットのスタンダードとなった。これらのタイプについて、日本国内ではフェルナンデスが「FRT-5」「FRT-7」という品番で販売していた（現在は“Floyd Rose Original”として販売）。
人気急増の為、他各社は同様なユニットを開発し、特許侵害を犯す事となった。実際にKahler社は1億ドルの損害賠償の訴えを起こされている。そのため、ローズ氏とKramer社は他社へのライセンス生産を許諾する契約を行い、各社からライセンス品が製造・販売されるようになった。Kramer社との契約は1991年をもって終了、以降アメリカ市場ではフェンダー社が販売を行っている。日本ではESP社。
2005年に特許は期限切れで失効し、一部のライセンス品は安価になった。

## 概要と解説

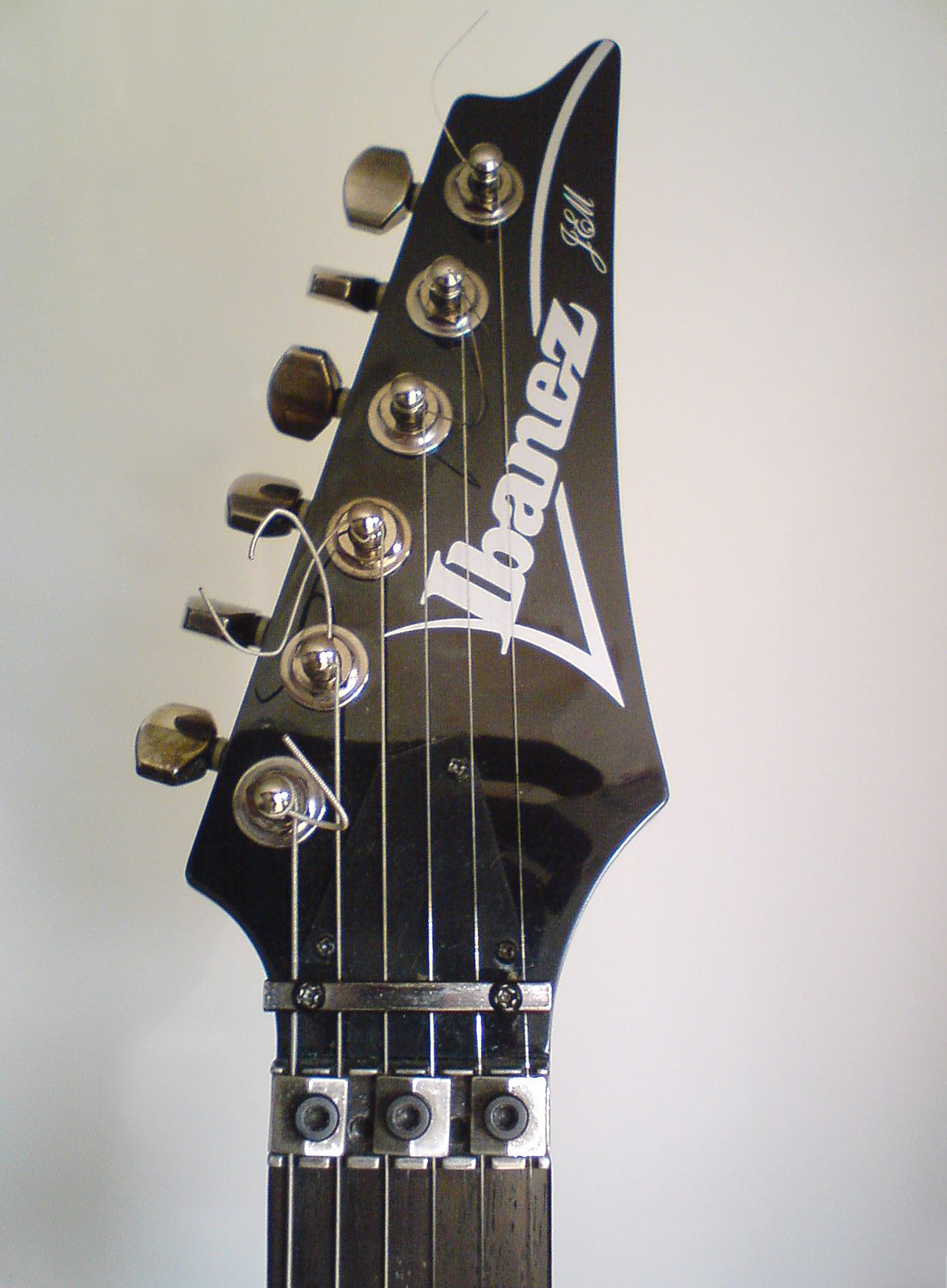
ロック式ナット

このトレモロユニットの基本的な概念は以下の3点である。
- ナットとブリッジサドルで弦を固定する

→ これにより、アーミング時に弦がナットやブリッジ部分で動き、チューニングが変化するのを防いでいる。
- 従来のシンクロナイズド・トレモロのような面接点の6点支持を廃し、ナイフ・エッジによる2点支持とすることで、アーミング時にユニット自体の摺動を滑らかにする

→ これにより最大で5度から7度という大きな音程変化を実現すると共に「フラッター奏法」もしくは「クリケット奏法(Cricket, コオロギ)」と呼ばれる小刻みな音程変化も可能となった。
- ロック式ナットとヘッドのテンションバーを伴って構成される事が多い。

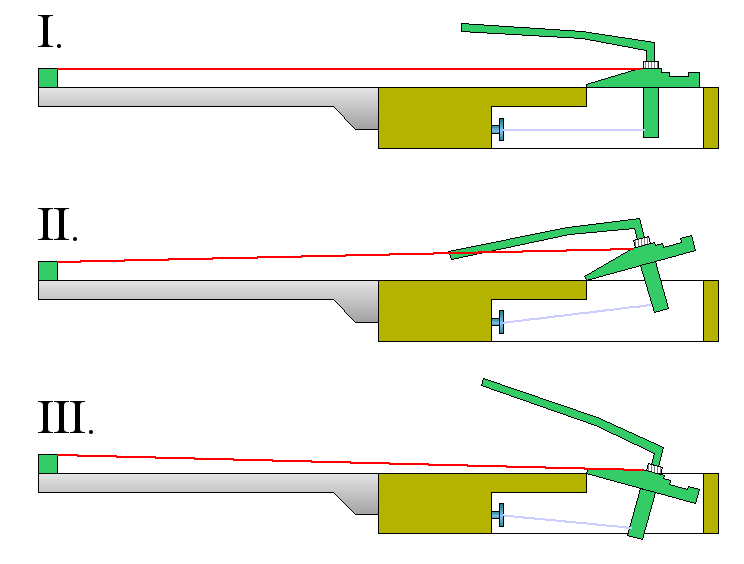
フロイド・ローズ・トレモロユニットの基本概念

I
緑色の部分がフロイド・ローズユニットである。左端にあるのがロック式ナット、右端にあるのがブリッジ部分で、弦は各サドル内で前後から挟み込まれて固定されている。この場合、ブリッジ部分は弦の張力とボディ裏のスプリング・キャビティ内に張られたばねの張力を受けて平衡状態にある。
II
これはアーム・ダウン時の概念図である。弦はナットとサドルで固定されているので、シンクロナイズド・トレモロユニットのようにナット・糸巻き間やサドルとテイルピース（シンクロナイズド・トレモロユニットの場合、テイルピースはブリッジプレート下部に装着されたサスティン・ブロックである）間の張力変化が発生しない。
III
これはアーム・アップ時である。やはり弦の張力変化はナット・サドル間でのみ発生する。

### 調整方法
上記の図 I にあるような「フローティング」状態にするのが最も一般的な使用方法であるが、この場合に弦が切れるとブリッジは後傾方向へ傾いてしまい(図 III の状態)、他弦のチューニングも狂ってしまう。更に、一本の弦のテンションが他の弦に影響を及ぼす為、通常のやり方では最終的なチューニングが決まるまでの過程で各弦を何度もチューニングし直さなければならない。
この場合は、スプリングの本数を減らした上でキャビティに木片等を挟むなどし、ブリッジが前傾出来ない状態に固定した上で一度完全にチューニングをする。その後木片とスプリングを元に戻し、スプリングの締め込みネジによって最終調整を行う。
エドワード・ヴァン・ヘイレン、ジョージ・リンチなどを含む一部のギタリストは「ハーフ・フローティング」状態(日本では「ダウンオンリー」若しくは「ベタ付け」セッティングとも呼ぶ)でこのユニットを使用する事を好む。 キャビティが完全には掘り込まれていない状態もしくはスプリングと平行に設置されたストッパーによってブリッジが後傾しない状態を利用する。この場合、弦切れによるチューニングの大幅変化が防げ、また6弦を全音下げたドロップDチューニング等への演奏中の移行も可能であるという利点がある。
この場合はスプリング調整ネジの締め込みをややきつくし、ブリッジが後傾しない状態で一度チューニングをし、その後スプリングの締め込みネジを適度に戻すという調整手順となる。

### デメリット
上記のように弦交換やチューニングに手間がかかることが挙げられる。元の弦のゲージから別のゲージへ移行したり、同じゲージでも違うメーカーの物を使う場合、トレモロユニットを持つブリッジは調整が必要になることがあるが、フロイドローズはその点非常にシビアである。特にフローティング状態にある場合は弦のテンションとスプリングのテンションのバランスが崩れることから、細かな調整が必要となる。
弦張りの際、弦のボールエンド部をカットしなければならない点もフロイド･ローズの特徴である。
元のギターからナットやブリッジを交換してしまうため、ギターの音質に影響を与えてしまうことも欠点とされる場合がある（どんなギターでもフロイド・ローズ特有の音になってしまう）。音質変化についてはナットやブリッジの材質やボディ材とのマッチングなど諸説あるが、一般的にフロイド・ローズを搭載する事によってサステインは向上し、倍音(ハーモニクス)も出しやすくなるものの、音質は「冷たく」(酷い場合には「薄っぺらく」)なると言われる。これに対処する為にサステインブロックを大型のものに交換する方法が知られている。ブラス製やチタン製等が各社から発売されている。
また、他のトレモロユニットと同様、ダブルストップベンド(チョーキングを織り交ぜて複数弦を同時に弾く事)で正確なピッチを出すことは難しい。
弦をナットとブリッジで固定することから、当然ながら即座にチューニングを変えることは困難である（ファインチューナーの可動範囲では半音程度以上の調整は出来ない）。EVHブランドの「D-Tuna」など、即座にドロップチューニングに変える製品も存在する。
前述したフローティング状態のユニットの場合、弦が切れた場合他の弦のチューニングも狂いやすくなる。これを解消するために、HIPSHOTから発売されている「トレムセッター」やESPの「アーミングアジャスター」、ALL PARTSの「TREMOL-NO」といったパーツを取り付けることで弦が切れた場合や弦の交換の煩雑さを解決することが可能となる。

## バリエーション

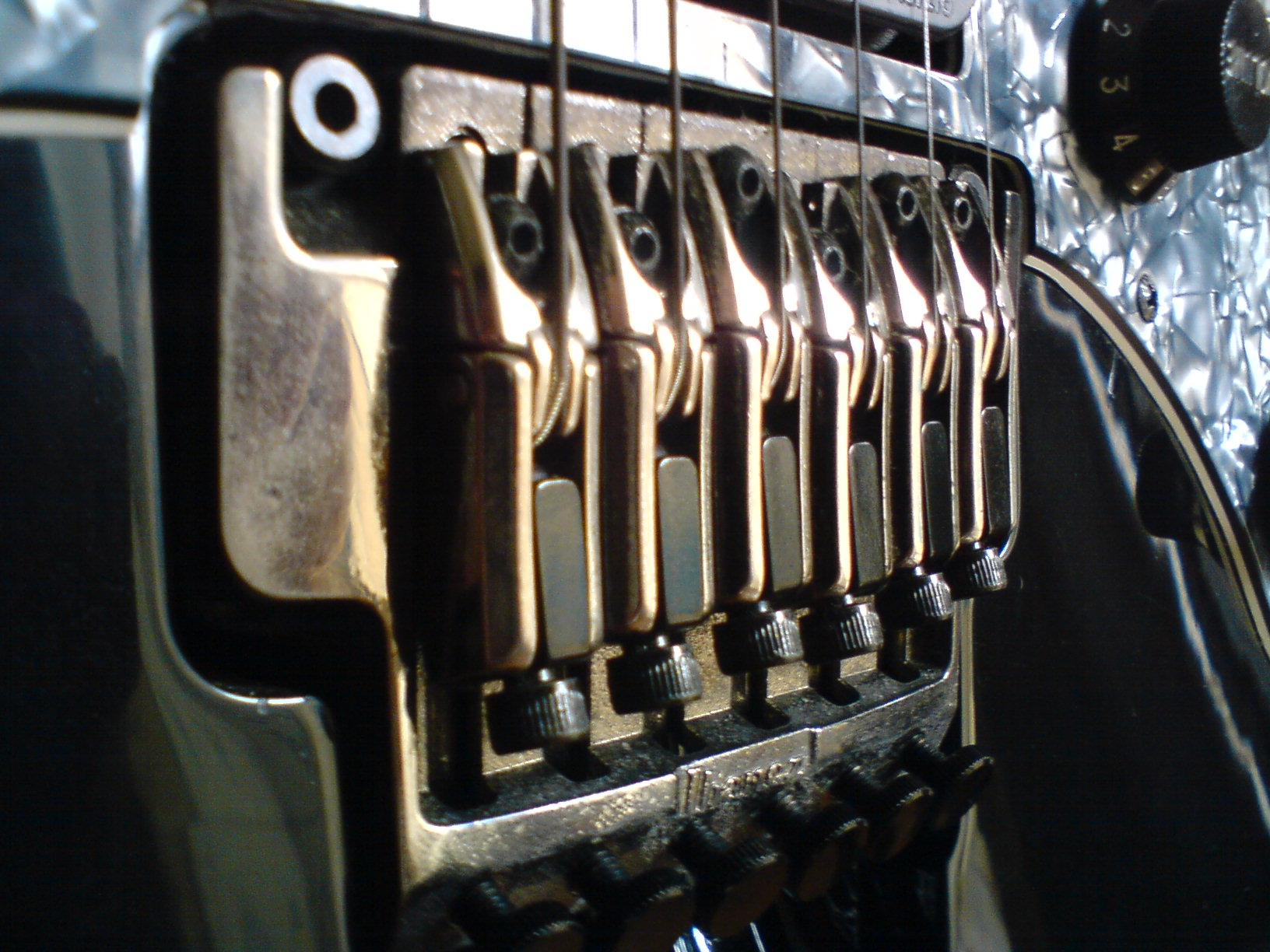
アイバニーズの「エッジ・プロ2」

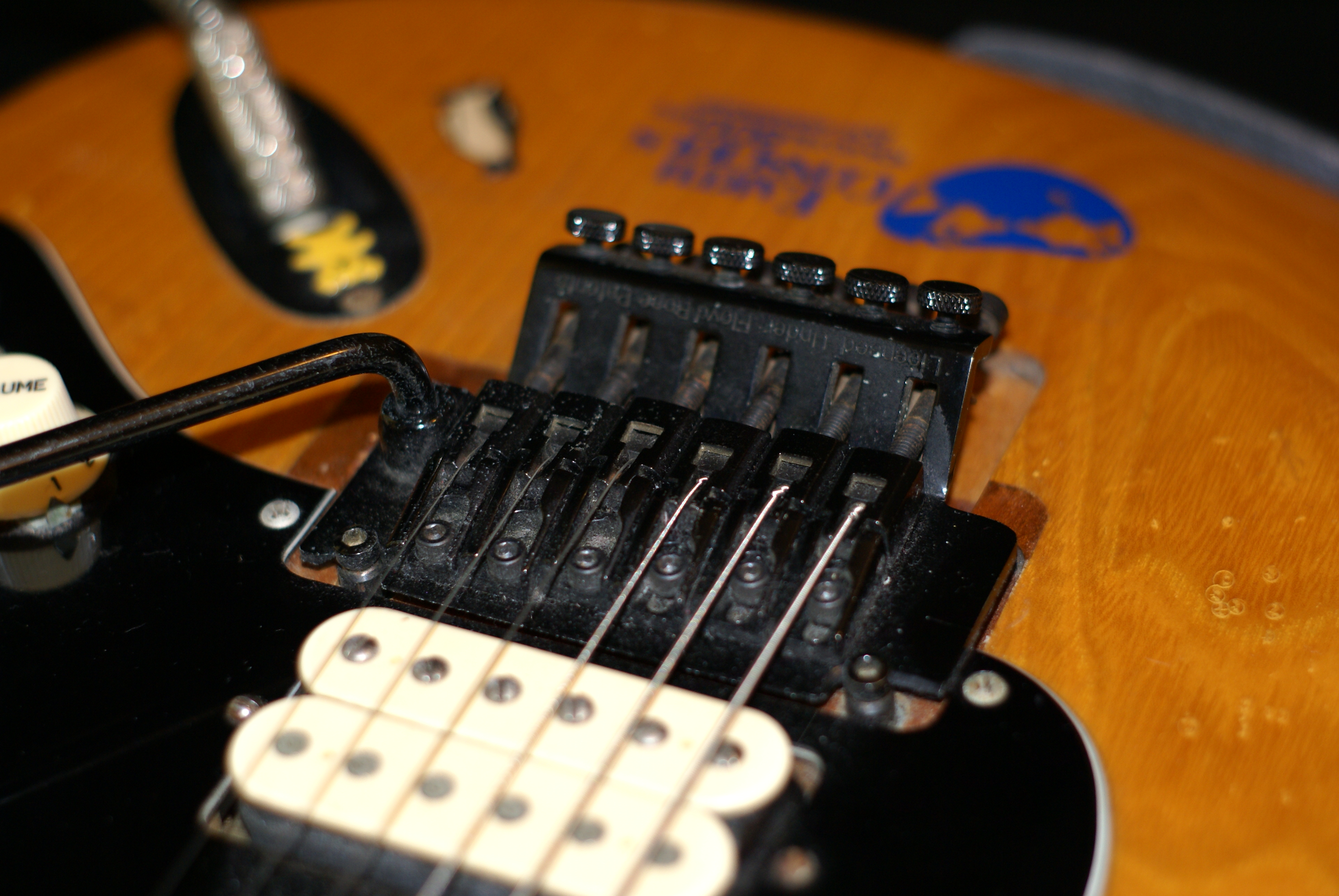
後藤ガットのGE1996T

初期型
最初のフロイド・ローズユニットは1977年に発売された。ファイン・チューナーは搭載されていなかった。ブラッド・ギルス、ガスリー・ゴーヴァンらこのモデルにこだわって使用しているギタリストも存在する。
フェンダーはこれに近いものをAmerican Deluxe Stratocasterへ搭載している。
Floyd Rose Original
ファイン・チューナ搭載型のスタンダードなモデルとして一世を風靡した。
Floyd Rose II
かつて生産されていた廉価版。この初期型はブリッジ側にロック機構が無かったが、後にダブル・ロック方式へと改められた。
Floyd Rose Pro
ロープロファイル(ボディ面に対して低く設置される)用に設計し直されたモデル。弦間の寸法がOriginalよりも狭い。
Floyd Rose SpeedLoader Tremolo
専用の弦を使用し、ブリッジサドルとナット部のクランプに、スタインバーガーのダブルボールエンド弦の様に弦を固定する砲弾型のエンドを引っ掛けてレンチで固定するとチューニングが即座に終了するというシステムで、自身のブランドのギターに標準搭載されていた。しかし専用の弦を用意しなくてはならない等の不便なポイントが露呈した為か市場で受け入れられなかった為に早々と生産が打ち切られ、現在では専用弦の入手がほぼ不可能となっており実用には耐えない。トレモロユニットの他にも固定式ブリッジも存在した。
Floyd Rose Special
Originalの同等品で韓国製。単体での市場供給はされておらず、ギター工場からの「ストック」(無改造)状態のギターのみに付属。
Floyd Rose FRX
2014年にNAMM SHOWにて発表された、ギブソン・レスポール等の「Tune-O-Matic」ブリッジとストップテールピースのブリッジ構成のギターにほぼ無改造で取り付けが可能なユニット(韓国製)。元のギターのナットをそのまま生かした状態で、弦をロックするクランプを設けたトラスロッドカバーを元のギターのものと交換し、ストップテールピースとTune-O-Maticブリッジを外した跡にトレモロユニットを取り付けるだけで改造が可能となり、ボディにスプリングを設けるキャビティを刳り貫く大掛かりな改造が全く必要なくなる(ユニットを外して元に戻すことも可能)。スプリングはユニット後方に伸びたバルジの中に収納された押しバネとなっている。また、従来のフロイド・ローズでは外部パーツを取り付けない限り不可能であった、フルフローティングからアームダウンのみまでの広い範囲でのユニットのフローティング量調整が可能となっている。ギターによっては、ボディのトップに加工を要するものがあるので、取り付けの際は注意が必要である。単体で市販されている他、GibsonやEDWARDS(ESPのセカンドブランド)等からこれを取り付けたギターが市販されている。

### ライセンス製品 (Floyd Rose Licensed)
特許使用料をフロイド・ローズ社に支払った上で製造される、他社製の製品も存在する。以下に列挙する。
Ibanez Edge
Edge, LoPro Edge, EdgePro, EdgeZeroと様々なヴァリエーションが存在する。GOTOHによる製造。
Ibanez Zero Resistance
ナイフエッジではなくボールベアリングによる支点を持つ。
Ibanez Fixed Edge
ダブル･ロック方式だが、アームが無く、音程は変化させられない。チューニング上の利点のみを取り入れたモデル。
Schaller社の「S・FRT-II」
Floyd Roseの生産を受け持つSchaller社によるライセンス品。Originalと各部同寸法で部品の互換性があるが、ベースプレートの材質に若干の違いがある。
GOTOHの「GE1996T」
YAMAHAの「Rockin' Magic Pro-Ⅲ」
ボールエンドを切らずに弦をセットすることが可能である。
タケウチ社の「TRS-PRO」「TRS-505」「TRS-101」

## 特許
フロイド・ローズの保持する関連特許は下記である。
- US patent 4171661, Floyd D. Rose, "Guitar tremolo method and apparatus", issued 1979-10-23 - bridge mechanism patent;
- US patent 4497236, Floyd D. Rose, "Apparatus for restraining and fine tuning the strings of a musical instrument, particularly guitars", issued 1985-02-05 - first fine tuners and saddle patent;
- US patent 4549461, Floyd D. Rose, "Apparatus for restraining and fine tuning the strings of a musical instrument, particularly guitars", issued 1985-10-29 - second fine tuners and saddle patent;
- US patent 4555970, Floyd D. Rose, "Tremolo apparatus capable of increasing tension on the strings of a musical instrument", issued 1985-12-03 - spring and claw mechanism;
- US patent 4882967, Floyd D. Rose, "Tremolo apparatus having broken string compensation feature", issued 1989-11-28 - early patent for a tremstopper device;
- US patent 4967631, Floyd D. Rose, "Tremolo and tuning apparatus", issued 1990-11-06 - patent for Floyd Rose Pro, low-profile version;